# Live Magic
Live Magic je patnácté řadové a druhé živé album slavné britské skupiny Queen, které bylo vydané v roce 1986.

## Seznam skladeb
- První strana:

1. "One Vision"
2. "Tie Your Mother Down"
3. "Seven Seas Of Rhye"
4. „A Kind Of Magic“ ('full live version' only on CD)
5. "Under Pressure"
6. „Another One Bites The Dust“ ('full live version' only on CD)

- Druhá strana:

1. "I Want To Break Free"
2. „Is This the World We Created?“
3. "Bohemian Rhapsody"
4. „Hammer To Fall“ ('full live version' only on CD)
5. "Radio Ga Ga"
6. "We Will Rock You"
7. "Friends Will Be Friends"
8. "We Are The Champions"
9. „God Save The Queen“